# Gangster Backstage
Gangster Backstage ist ein französisch-südafrikanischer Kurzfilm von Teboho Edkins aus dem Jahr 2013. In Deutschland feierte der Film am 3. Mai 2013 bei den Internationalen Kurzfilmtagen in Oberhausen Premiere.

## Handlung
In Südafrika findet ein Casting statt: Teboho Edkins interviewt Gangster und bittet sie, auf einer Theaterbühne ihren Alltag nachzustellen.

## Kritiken
„Abwechselnd intensiv und behutsam erforscht dieser Film, der sich um Genres nicht kümmert, die komplexe Realität eines Lebens am Rand, bei dem die unmittelbare Erwartung des Todes Teil der tagtäglichen Realität ist. Als Erkundung privater Geschichten, die zwischen der Bühne und den Kulissen hin- und herwechseln, ist diese einfühlsam gemachte Arbeit ein herausragendes Filmportrait.“

## Auszeichnungen
Internationale Kurzfilmtage Oberhausen 2014
- Hauptpreis